# 中山学園高等学校
中山学園高等学校（なかやまがくえんこうとうがっこう）は、千葉県船橋市にある私立の高等学校。

## 概観
商業簿記、ファッションの専門の科目が多い。1995年より中学校時代に不登校であった生徒の教育に取り組んでいる。

## 設置学科
- 通信制課程　普通科
  - 平日スクーリングコース〔制服着用、校則あり〕
  - 土曜スクーリングコース〔私服登校、校則なし〕

## 沿革
- 1948年 - 船橋ドレスメーカー学院として開校する。
- 1976年 - 船橋女子専門学校に校名変更する。
- 1988年 - 高等課程各学科の卒業者への大学入学資格付与が認可される。
- 1995年 - 専門学校船橋中山学園に校名変更、男女共学化。
- 2004年4月 - 中山学園高等学校に校名変更し、高等学校として開校する。